# Твоя перша остання брехня
«Твоя перша остання брехня» (англ. Fool Me Once) — британський мінісеріал 2024 року у жанрі трилера та створений компанією Quay Street Productions. В головних ролях — Мішель Кіган, Річард Армітедж, Аділь Актар, Джоанна Ламлі, Наталі Андерсон, Джейд Анука, Джо Армстронг, Діно Фетшер.
Серіал вийшов на Netflix 1 січня 2024 року.
Серіал має 1 сезон. Завершився 8-м епізодом, який вийшов у ефір 1 січня 2024 року.
Серіал є адаптацією однойменного роману Гарлана Кобен 2016 року.

## Сюжет
Після того як колишня військова Мая бачить свого вбитого чоловіка на прихованій відеоняні, вона розкриває небезпечну змову, що тягнеться роками.

## Актори та персонажі
| Актор            | Роль             |
| ---------------- | ---------------- |
| Аділь Актар      | Самі Кірс        |
| Наталі Андерсон  | Клер Вокер       |
| Джейд Анука      | Ніколь Батлер    |
| Річард Армітедж  | Джо Беркетт      |
| Джо Армстронг    | Александр Досман |
| Діно Фетшер      | Марті Макгрегор  |
| Мішель Кіган     | Мая Стерн        |
| Лорі Кінастон    | Корі Рудзінскі   |
| Джоанна Ламлі    | Джудіт Беркетт   |
| Гетті Мораган    | Керолайн Беркетт |
| Джеймс Норскот   | Ніл Беркетт      |
| Еммет Сканлан    | Шейн Тесьєр      |
| Деніел Берт      | Деніел Вокер     |
| Крейг Елс        | Тренер Філ       |
| Маркус Гарві     | Едді Вокер       |
| Лаура Гіббонс    |                  |
| Даня Грівер      | Еббі Вокер       |
| Наталія Костшева | Ізабелла         |
| Адель Леонс      | Єва Фінн         |

## Сезони
| Сезон | Епізоди | Епізоди | Оригінальний показ | Оригінальний показ | Оригінальний показ |
| Сезон | Епізоди | Епізоди | Перший показ       | Останній показ     | Мережа             |
| ----- | ------- | ------- | ------------------ | ------------------ | ------------------ |
| 1     | 8       | 8       | 1 січня 2024       | 1 січня 2024       | Netflix            |

## Список серій

### Сезон 1 (2024)
| № | # | Назва                  | Режисер      | Сценарист        | Перший ефір у США |
| --- | - | ---------------------- | ------------ | ---------------- | ----------------- |
| 1 | 1 | «Епізод 1» «Episode 1» | Девід Мур    | Денні Броклхерст | 1 січня 2024      |
| Мая відвідує похорон свого вбитого чоловіка Джо в будинку його сім’ї. Незабаром їй здається, що вона бачить його на прихованій відеоняні.                  |   |                        |              |                  |                   |
| 2 | 2 | «Епізод 2» «Episode 2» | Девід Мур    | Денні Броклхерст | 1 січня 2024      |
| Новина про знаряддя вбивства спрямовує розслідування в інший бік. Мая вирушає на пошуки відповідей і дізнається дещо дивовижне про свою сестру.            |   |                        |              |                  |                   |
| 3 | 3 | «Епізод 3» «Episode 3» | Девід Мур    | Шарлотта Кобен   | 1 січня 2024      |
| Мая переслідує авто, яке стежило за нею. Поки дорослі займаються своїми справами, діти Клер розплутують таємницю старого фото матері.                      |   |                        |              |                  |                   |
| 4 | 4 | «Епізод 4» «Episode 4» | Наймер Рашид | Йемі Оєфува      | 1 січня 2024      |
| Детективи допитують власника мотоцикла, який помітили на місці злочину. Проблема Кірса дається взнаки в критично важливий момент.                          |   |                        |              |                  |                   |
| 5 | 5 | «Епізод 5» «Episode 5» | Наймер Рашид | Ніна Метівьєр    | 1 січня 2024      |
| Мая відвозить Лілі до бабусі й несподівано бачить знайоме обличчя. Кірс намагається примиритися з результатами перевірки.                                  |   |                        |              |                  |                   |
| 6 | 6 | «Епізод 6» «Episode 6» | Наймер Рашид | Том Фарреллі     | 1 січня 2024      |
| Маю застають на місці злочину, але саме вона висуває звинувачення. Макгрегор дізнається новину про Кірса.                                                  |   |                        |              |                  |                   |
| 7 | 7 | «Епізод 7» «Episode 7» | Девід Мур    | Денні Броклхерст | 1 січня 2024      |
| Поліція наближається до арешту підозрюваного, а Мая наважується на рішучі дії. Шейн благає її розповісти правду й дізнається дещо про їхнє спільне минуле. |   |                        |              |                  |                   |
| 8 | 8 | «Епізод 8» «Episode 8» | Девід Мур    | Денні Броклхерст | 1 січня 2024      |
| Коли все стає на свої місця, Мая востаннє протистоїть рідним свого чоловіка, а Кірс звертається по допомогу до Корі.                                       |   |                        |              |                  |                   |

## Відгуки критиків
| Сезон | Відгуки критиків  | Відгуки критиків |
| Сезон | Rotten Tomatoes   | Metacritic       |
| ----- | ----------------- | ---------------- |
| 1     | 75 % (8 рецензій) | 55 (11 рецензій) |

#### Сезон 1
На сайті-агрегаторі рецензій Rotten Tomatoes перший сезон має 75 % «свіжості» на основі 8 рецензій із середнім рейтингом 5,9/10.
На Metacritic серіал отримав 55 балів зі 100 на основі 11 рецензій від кінокритиків, що свідчить про «негативні рецензії».